# Mathilda Paatz

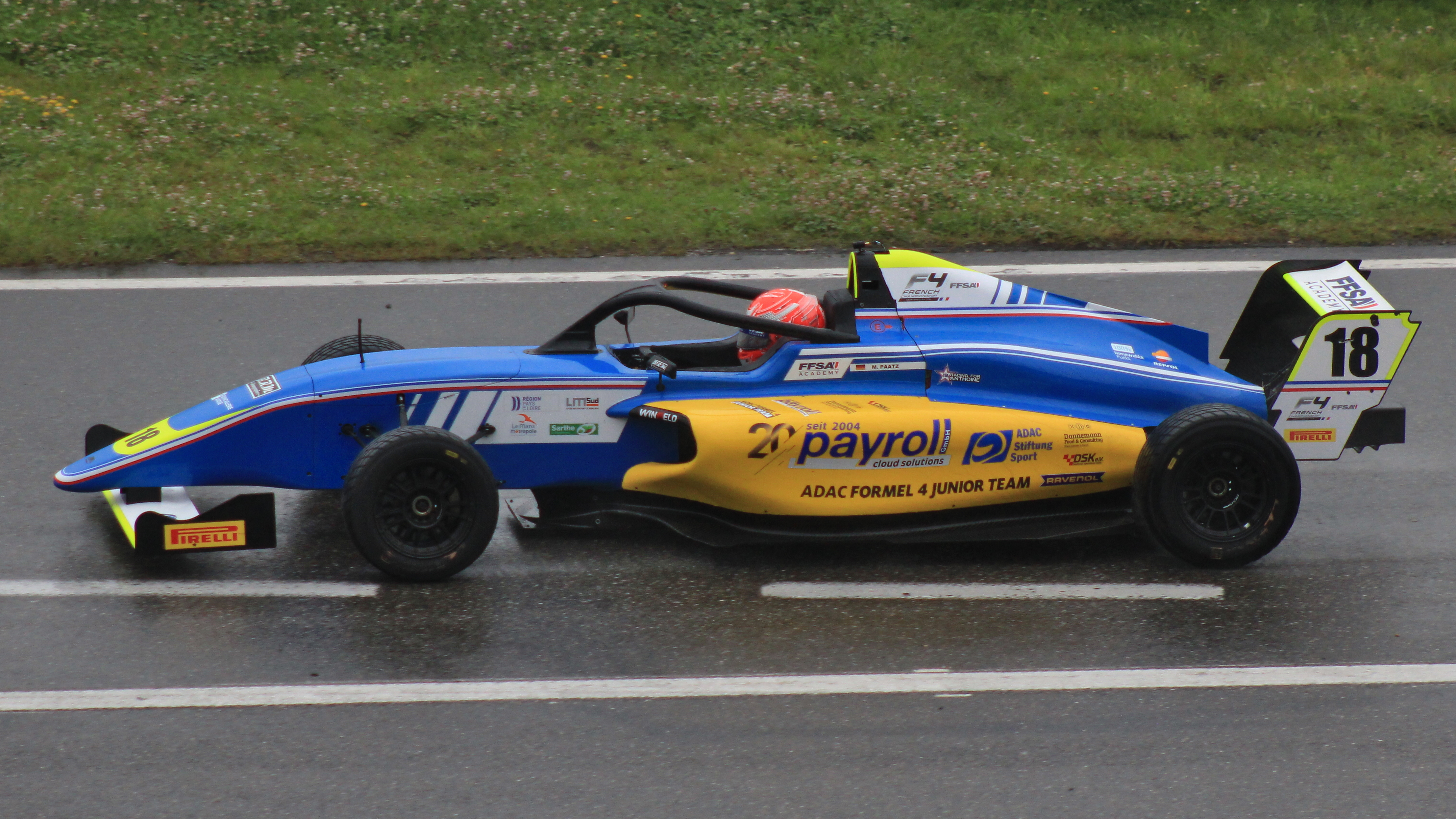
Mathilda Paatz 2024 in der Formel 4

Mathilda Paatz (* 1. August 2008 in Köln) ist eine deutsche Automobilrennfahrerin.

## Karriere

### Anfänge im Kartsport (2019 bis 2023)
Mathilda Paatz saß bereits im Alter von vier Jahren erstmals im Kart, begleitet von ihrem Vater Michael Paatz, selbst ein erfahrener Langstreckenfahrer auf der Nürburgring-Nordschleife und Teamchef von „mathilda racing“, benannt nach seiner Tochter Mathilda. Seit Beginn ihrer Karriere ist Paatz Mitglied im Kart-Club Kerpen. Erste Erfolge zeichneten sich früh ab: 2019 nahm Paatz  am ROK Mini TalentsCup teil und belegte am Ende des Jahres den dritten Platz in der Meisterschaft.
In der Saison 2020 fuhr Paatz für das TB Racing Team in der Mini-Klasse des ADAC Kart Masters. Dort verpasste sie knapp den Meistertitel, belegte jedoch den dritten Rang und gewann zudem den Ladies-Cup sowie den Titel im Westdeutschen ADAC Kart Cup. Beim Rok Cup Superfinal in Italien war sie das schnellste Mädchen.
2021 stieg Paatz in die OK-Junioren-Klasse auf, sowohl im ADAC Kart Masters als auch in der Deutschen Junioren Kart-Meisterschaft. Sie erzielte mehrere Top‑10‑Platzierungen und schloss die Saison als drittbestes Mädchen ab.
2022 mischte sie in der internationalen OK-Junioren-Klasse mit, unter anderem in der italienischen WSK-Serie und bei der FIA Kart-Weltmeisterschaft. Beim Projekt „Girls on Track – Rising Stars“ vom Automobil-Weltverband FIA erreichte sie als eine von vier Teilnehmerinnen das Finale. Zudem vertrat sie Deutschland bei den FIA Motorsport Games und der Karting Academy Trophy.
In der Saison 2023 startete Paatz als Pilotin für DPK-Racing, dem Nachwuchsteam von Formel‑1‑Weltmeister Fernando Alonso. Sie ging in der Champions of the Future Euro Series sowie in der Kart Europa- und Weltmeisterschaft an den Start. Auch im „FIA Girls on Track“-Programm war sie wieder vertreten und kämpfte sich erneut bis in das Finale der besten Vier. Parallel dazu sammelte sie bei Testfahrten die ersten Erfahrungen im Formelsport.

### Umstieg in den Formelsport (2024)
Im Jahr 2024 vollzog Paatz den Sprung in den Formelsport. Sie startete gemeinsam mit Montego Maassen für das ADAC Formel 4 Junior Team in der französischen Formel-4-Meisterschaft. Dort sicherte sie sich unter anderem eine zweite Startposition beim Rennen in Magny‑Cours sowie ein Top-10-Ergebnis beim Saisonfinale in Dijon.

### 2025
Zu Beginn der Saison 2025 startete Paatz für AS Motorsport in der Formula Winter Series, wo sie sich beim Finale in Barcelona den Sieg in der Damenwertung sicherte. Darüber hinaus startet sie für das eigene Team "mathilda racing" in der zentraleuropäischen Formel‑4‑Meisterschaft. Bereits beim Auftakt auf dem Red Bull Ring in Österreich holte sie als Neunte ihre ersten Punkte. Am zweiten Rennwochenende startete sie von der Pole-Position und erreicht als Zweite das Podium, was in dieser Rennserie zuvor noch keine Frau gelungen war.
Auch aufgrund dieser Leistungen wurde Mathilda Paatz als Wild‑Card‑Pilotin für den vierten Saisonlauf der F1 Academy beim Großen Preis von Kanada in Montreal ausgewählt. Dort kämpfte sie in allen drei Rennen um einen Platz in den Top 10, schied allerdings nach zwei Unfällen vorzeitig aus.

## Statistik

### Karrierestationen
| - 2018: Kartsport - 2019: Rok Mini Talents Cup (Gesamtrang 3) - 2020: ADAC Kart Masters (Gesamtrang 3, beste Dame), Westdeutscher ADAC Kart Cup (Gesamtsieg) - 2021: Deutsche Kart Meisterschaft, ADAC Kart Masters - 2022: Deutsche Kart Meisterschaft, ADAC Kart Masters, FIA Karting Academy Trophy - 2023: Champions of the Future Euro Series, FIA Kart-Weltmeisterschaft - 2024: Französische Formel-4-Meisterschaft 2024 (Platz 20) - 2025: F1 Academy - 2025: Formel 4 CEZ |

## TV-Reportagen und Dokumentationen
- Speed Queens – Frauen für die Formel 1. (zweiteilige Doku – 60 min.) ARD Sportclub Story, 2022.